# Данельовиці
Данельовиці (пол. Danielowice) — село в Польщі, у гміні Доманюв Олавського повіту Нижньосілезького воєводства.
Населення — 82 особи (2011).
У 1975-1998 роках село належало до Вроцлавського воєводства.

## Демографія
Демографічна структура станом на 31 березня 2011 року:
|          | Загалом | Допрацездатний вік | Працездатний вік | Постпрацездатний вік |
| -------- | ------- | ------------------ | ---------------- | -------------------- |
| Чоловіки | 43      | 12                 | 29               | 2                    |
| Жінки    | 39      | 11                 | 22               | 6                    |
| Разом    | 82      | 23                 | 51               | 8                    |